# Tereza Nová
Tereza Nová (* 6. Februar 1998 in Stod) ist eine tschechische Skirennläuferin.

## Karriere
Nová gab ihr internationales Renndebüt am 4. Dezember 2014 bei einem FIS-Slalom in Geilo. Ihr erstes internationales Großereignis bestritt sie fünf Jahre später bei den Juniorenweltmeisterschaften in Val di Fassa. Bis zu diesem Zeitpunkt war sie hauptsächlich bei FIS und Universitätsrennen sowie diversen nationalen Meisterschaften an den Start gegangen.
Bei der Winter-Universiade im russischen Krasnojarsk verpasste sie sowohl im Super-G als auch mit der Mannschaft jeweils als Vierte nur knapp eine Medaille. Zu Saisonabschluss gewann sie ihre ersten Medaillen bei tschechischen Meisterschaften, Silber im Super-G und der Alpinen Kombination sowie Bronze in der Abfahrt.
Zu Beginn des Winters 2019/20 gab Nová am 23. November 2019 beim Slalom von Levi ihr Weltcupdebüt, wobei sie sich nicht für den zweiten Durchgang qualifizieren konnte.
2022 nahm Nová erstmals an Olympischen Winterspielen teil. Bei den Wettkämpfen in Peking belegte sie als bestes Ergebnis den 14. Rang, sowohl mit der Mannschaft als auch in der Alpinen Kombination.
Am 25. September 2024 gewann Nová ihr erstes Rennen bei einer kontinentalen Rennserie, als sie die Abfahrt in Corralco im Rahmen des South American Cups für sich entscheiden konnte. Da sie sich in allen Abfahrt der Saison 2024 auf dem Podest platzieren konnte, gewann sie zudem deutlich die Disziplinenwertung.
Am 24. Januar 2025 erlitt sie bei einem Trainingslauf auf der Kandahar-Piste in Garmisch-Partenkirchen einen schweren Sturz. Die 26-Jährige zog sich dabei eine schwere Kopfverletzung zu und wurde umgehend mit dem Hubschrauber in das Unfallkrankenhaus Murnau gebracht, wo sie einer Operation unterzogen wurde, um die Hirnschwellung zu reduzieren. Anschließend wurde sie in ein künstliches Koma versetzt. Der tschechische Skiverband teilte mit, dass Nová so lange im künstlichen Koma verbleiben wird, wie es das Ärzteteam für notwendig erachtet. Am 20. Februar 2025 wurde bekannt, dass Nová aus dem künstlichen Koma erwacht sei und in ihre tschechische Heimat überstellt wurde.

## Erfolge

### Olympische Winterspiele
- Peking 2022: 14. Alpine Kombination, 14. Mannschaft, 28. Abfahrt, 33. Super-G

### Juniorenweltmeisterschaften
- Val di Fassa 2019: 21. Alpine Kombination, 32. Super-G, DNF Riesenslalom, DNF Slalom

### Europacup
- Eine Platzierung unter den besten 10

### South American Cup
- Saison 2024: 1. Abfahrtswertung, 4. Gesamtwertung, 4. Super-G-Wertung
- 6 Podestplätze, davon 2 Siege

| Datum              | Ort      | Land  | Disziplin |
| ------------------ | -------- | ----- | --------- |
| 25. September 2024 | Corralco | Chile | Abfahrt   |
| 26. September 2024 | Corralco | Chile | Abfahrt   |

### Far East Cup
- 4 Platzierungen unter den besten 10

### Universiade
- Krasnojarsk 2019: 4. Super-G, 4. Mannschaft, 11. Alpine Kombination, 26. Riesenslalom, DNF Slalom

### Weitere Erfolge
- 6 Siege bei FIS-Rennen
- Tschechische Vizemeisterin im Super-G (2019)
- Tschechische Vizemeisterin im Riesenslalom (2022)
- Tschechische Vizemeisterin in der Alpinen Kombination (2019)
- Bronze bei den tschechischen Meisterschaften in der Abfahrt (2019)
- Bronze bei den tschechischen Meisterschaften im Super-G (2020)
- Bronze bei den tschechischen Meisterschaften in der Alpinen Kombination (2020)